# أليكس حسن
أليكس حسن (بالإنجليزية: Alex Hassan) هو لاعب كرة قاعدة أمريكي، ولد في 1 أبريل 1988 في كوينسي في الولايات المتحدة.

## وصلات خارجية
- أليكس حسن على موقع دوري كرة القاعدة الرئيسي (الإنجليزية)
- أليكس حسن على موقعبيزبول رفرنس.كوم (الدوري الرئيسي) (الإنجليزية)
- أليكس حسن على موقعبيزبول رفرنس.كوم (الدوري الثانوي) (الإنجليزية)
- أليكس حسن على موقع إي إس بي إن.كوم (أم.أل.بي) (الإنجليزية)
- أليكس حسن على موقع مشجعي الرسوم البيانية (الإنجليزية)